# Ledebouria cremnophila
Ledebouria cremnophila är en sparrisväxtart som beskrevs av Stephanus Venter och Van Jaarsv. Ledebouria cremnophila ingår i släktet Ledebouria och familjen sparrisväxter. Inga underarter finns listade i Catalogue of Life.